# Unterkatz
Unterkatz – dzielnica miasta Wasungen w Niemczech, w kraju związkowym Turyngia, w powiecie Schmalkalden-Meiningen. Do 31 grudnia 2018 jako samodzielna gmina wchodziła w skład wspólnoty administracyjnej Wasungen-Amt Sand. Powierzchnia dzielnicy wynosi 9,83 km², zamieszkiwana jest przez 359 mieszkańców (31 grudnia 2018).